# 족보 (1979년 영화)
"족보"는 1979년에 개봉한 대한민국의 영화이다.

## 캐스팅
- 주선태 : 설진영 역
- 하명중 : 다니 상 역
- 한혜숙
- 최남현
- 김신재
- 윤양하
- 주상호
- 김석훈
- 독고성
- 이향
- 김기범
- 최재호
- 박광진
- 임해림
- 이정애
- 임예심
- 김지영
- 전숙
- 김웅
- 지방열
- 박병기
- 박달
- 추봉